# Srečko Katanec
Srečko Katanec (ur. 16 lipca 1963 w Lublanie) – słoweński piłkarz, pomocnik, trener piłkarski. Obecnie pełni funkcję selekcjonera reprezentacji Uzbekistanu.

## Życiorys
Zawodową karierę zaczynał w Olimpii Lublana w 1981 r. Grał także w Dinamie Zagrzeb i Partizanie Belgrad (mistrzostwo Jugosławii w 1987 r.). W 1988 r. podpisał kontrakt z niemieckim klubem VfB Stuttgart, z którym w następnym roku awansował finału Pucharu UEFA. Jednak już po pierwszym sezonie w Bundeslidze odszedł do włoskiej Sampdorii i miał spory udział w paśmie sukcesów genuańskiego zespołu. W 1990 r. Sampdoria triumfowała w Pucharze Zdobywców Pucharów, w następnym roku zdobyła mistrzostwo Włoch, a w 1992 r. dotarła do finału Pucharu Mistrzów.
W reprezentacji Jugosławii debiutował w 1983 r. i do 1990 r., rozegrał 31 spotkań (5 bramek). Brał udział w MŚ 90 (3 mecze).
Po uzyskaniu przez Słowenię niepodległości rozegrał 5 meczów w drużynie narodowej (1 gol). Jako trener pracował najpierw w HIT Gorica, następnie z młodzieżową, a od 1998 z pierwszą reprezentacją swego kraju. Dwukrotnie po barażach awansował do finałów wielkiej imprezy. Najpierw do ME 2000, potem do MŚ 2002. Odszedł po nieudanym starcie Słowenii w azjatyckich finałach, częściowo na skutek konfliktu z gwiazdą drużyny Zlatko Zahovičem.
Później krótko pracował w Olympiakosie Pireus. Od lutego 2006 od kwietnia 2009 był selekcjonerem reprezentacji Macedonii.
Od 6 czerwca 2009 do 6 września 2011 był selekcjonerem reprezentacji ZEA.
Od 2012 do 2018 trenował reprezentacji Słowenii. W 2018 roku wyjechał do Azji by trenować reprezentację Iraku. Został zwolniony w 2020, a rok później został selekcjonerem reprezentacji Uzbekistanu.